# ديك رينولدز
ديك رينولدز (بالإنجليزية: Dick Reynolds)‏ هو سياسي أمريكي، ولد في 21 سبتمبر 1927، وتوفي في 17 فبراير 2014. حزبياً، نشط في الحزب الجمهوري. وقد انتخب عضو مجلس نواب تكساس.